# HMS Hind (1749)
La HMS Hind era una fregata da 24 cannoni in servizio nella Royal Navy tra il 1752 e il 1784, divenendo poi una baleniera dal nome Earl of Chatham fino alla data del suo naufragio avvenuto il 29 aprile 1788.

## Storia
La costruzione della fregata da 24 cannoni Hind  fu ordinata al cantiere navale Chitty & Vernon di Chichester. Sussex, il 25 settembre 1747.  Impostata nell'ottobre dello stesso anno, venne varata il 25 novembre 1749, e fu poi trasferita presso il cantiere navale di Portsmouth dove fu completata il 29 luglio 1752. La nave risultava avere un dislocamento di 510 t bm, una lunghezza di 34,13 m al ponte di batteria, una larghezza di 9,84 m e un pescaggio di 3,85 m. L'armamento era composto da 2 cannoni da 9 libbre sul ponte inferiore, sparati da poppa, 20 cannoni da 9 libbre sul ponte superiore, 2 cannoni 3m libbre sul castello di prua e 12 archibusoni. L'equipaggio era formato da 160 uomini. La Hind entrò in servizio nel 1752 al comando del captain Timothy Nucella, sostituito poi da Charles Webber (5 aprile-18 settembre 1757) e quindi divenne nave ammiraglia di Thomas Cotes, comandante della stazione navale della Giamaica. Il 10 novembre 1756 passò al comando di Richard Hughes, il 3 maggio 1757 catturò il corsaro L'Ardencourt da 14 cannoni e due giorni dopo il Le Difficile da 8 cannoni. Il 13 gennaio 1758 la nave passò al comando del captain Robert Bond, assegnata alla stazione navale del Nord America, durante la guerra dei sette anni. All'inizio del 1758 una flotta si radunò a Portsmouth, in Inghilterra, sotto il comando dell'ammiraglio Edward Boscawen per la spedizione contro Louisbourg, in Nuova Scozia. Il 19 febbraio, la flotta salpò per Halifax, in Nuova Scozia, dove arrivò il 9 maggio. Il 28 maggio, la flotta salpò da Halifax e giunse in vista di Louisbourg il 1º giugno. Durante l'assedio di Louisbourg, la flotta sostenne attivamente l'esercito britannico e la fortezza si arrese definitivamente il 27 luglio.
Alla fine di agosto del 1758, la fregata faceva parte di una piccola flotta che trasportò 500 soldati da Louisbourg a Port-la-Joye, sulla vicina Île Saint-Jean, anch'essa ceduta dal comandante francese di Louisbourg. A Port-la-Joye, le forze britanniche al comando di Lord Rollo si impegnarono a deportare i coloni acadiani dall'isola, così come gli acadiani della Nuova Scozia che vi avevano cercato rifugio dalla campagna della baia di Fundy tre anni prima. La Hind tornò in Gran Bretagna quell'autunno.
Nel febbraio 1759, la fregata salpò da Spithead come parte della flotta destinata alla spedizione contro Québec sotto il comando del viceammiraglio Charles Saunders. Il viaggio fu lungo e tedioso, e il 21 aprile, quando la flotta raggiunse finalmente Louisbourg, trovò il porto bloccato dal ghiaccio, così la flotta si diresse invece verso Halifax. La flotta salpò infine per Louisbourg a maggio, e tra il 1° e il 6 giugno lasciò gradualmente il porto di Louisbourg e salpò per Québec.
Il 23 giugno, la flotta di Saunders si unì a uno squadrone guidato dal commodoro Philip Durell  a L'Isle-aux-Coudres. Il 26 giugno, l'intera flotta si Saunders era ancorata in sicurezza al largo della costa meridionale dell'Isola di Orléans, pochi chilometri a sud di Québec, senza aver perso una sola nave. Québec fu ceduta dalle forze francesi il 18 settembre, dopo la battaglia della piana di Abraham, iniziata il 13 settembre.
Alla fine di ottobre del 1759, la flotta del viceammiraglio Saunders lasciò il fiume San Lorenzo, lasciando il capitano Lord Colville al comando di un piccolo squadrone, comprendente diverse fregate (forse tra cui la Hind), in Nord America.
Il 19 maggio 1761 Bond cedette il comando al parigrado Phillips Cosby, e esattamente un anno dopo la Hind scortò un convoglio carico di truppe a Lisbona. Fu poi al comando di George Johnstone (18 agosto-8 dicembre 1762) e di William McCleverty (8 dicembre 1762-18 agosto 1766). Nel 1763 la Hind operò nel mare d'Irlanda, e risulta che arrivò a Cork da Carrickfergus il 21 aprile 1764. Dal 18 agosto 1766 al 30 agosto 1769 fu al comando di George Watson, dal 30 agosto 1769 al 16 novembre 1770 di William Long, tra il 16 novembre 1770 e il 29 novembre 1773 nuovamente di William McCleverty, e tra il 29 novembre 1773 e l'aprile 1774 di James Chads. Tra l'aprile e il 25 ottobre 1774, quando salpò per le isole Sottovento al comando di William Garner, fu sottoposta a un ciclo di lavori presso il cantiere navale di Portsmouth al costo di 7395, 12 sterline e 6 durham. Tra il 20 novembre 1775 e il 5 novembre 1777 fu al comando di Henry Brine, e nel dicembre 1777 fu nave di bandiera del viceammiraglio del rosso James Young, comandante della stazione navale delle isole Sottovento, che doveva raggiungere il proprio comando. Nel giugno 1779, di nuovo al comando di William Young, che aveva sostituito Charles Hope, ricevette una completa carenatura con lastre di rame presso il cantiere navale di Plymouth. Nel 1780, in piena guerra d'indipendenza americana, fu mandata a Quebec, e da li intraprese missioni di contrasto ai corsari francesi. Catturò lo sloop statunitense Macaroni da 6 cannoni, il 17 giugno 1780 il francese Harlequin da 16 cannoni, il 22 luglio lo statunitense Hope, e il 21 luglio 1781 il brigantino statunitense Eagle da 12 cannoni.
La Hind fu convertito in un trasporto armato da 10 cannoni a Sheerness nell'aprile 1782, e il 25 maggio successivo salpò per il Nord America. Completò i lavori di trasformazione tra il settembre 1782 e il gennaio 1783. Fu radiata nel novembre 1783 e venduta a un mercante londinese l'8 gennaio 1784 per 915 sterline.
Convertita in una nave baleniera e ribattezzata Earl of Chatham, completò quattro stagioni di caccia alle balene nell'Artico prima di naufragare nella baia di Lopness al largo di Sanday. nelle isole Orcadi, il 29 aprile 1788, sebbene tutte le 56 persone a bordo sopravvissero.
Il legname del relitto fu scoperto per la prima volta dagli abitanti del villaggio di Sanday nel 2024, venuto alla luce dalle sabbie di una spiaggia a causa di una tempesta. La ricerca di Wessex Archaeology e la dendrocronologia, commissionata da Historic Environment Scotland, stabilì finalmente l'identità più probabile del relitto nel 2025. Il legname recuperato dal relitto è ora conservato in una cisterna di acqua dolce costruita appositamente presso il Sanday Heritage Centre.